# Casamassima
Casamassima es un municipio italiano situado en la ciudad metropolitana de Bari, en Apulia. Tiene una población estimada, a fines de mayo de 2024, de 19 165 habitantes.
Se le conoce como "Pueblo Azul" (Paese Azzurro) y está afiliada a la Asociación de Pueblos Auténticos de Italia (Borghi Autentici d’Italia).

## Orígenes del nombre
La primera mención de un general de la familia Massimi como presunto fundador de Casamassima se encuentra en un documento de 1685. Otro documento de autor anónimo de 1738, encontrado en los archivos parroquiales de la Iglesia Matriz de Casamassima, hace la misma referencia. Después de esa fecha, comenzó a circular el rumor de que el "general de la familia Massimi" era Quinto Fabio, apodado Massimo. Sin embargo, a excepción de la tradición local, no existe ninguna fuente literaria o histórica contemporánea que acredite una fundación de Casamassima por Quinto Fabio.

## Historia

### Desde la fundación hasta la Edad Media
Fundada en época romana, el más antiguo documento oficial que concierne a Casamassima data del año 962. Se trata de un morgengabe, que, según la antigua tradición longobarda. precisaba la parte de los bienes que el marido donaba a su esposa el día siguiente a la primera noche de boda.
El documento dice lo siguiente: En el 962, en Casamassima, Sikeprando y Eregarda, cónyuges, venden a Kalolohanne una parte de viñedo por el precio de cinco dineros costantinos. La mujer cum consensu et voluntate de su hermano Garzanito y del pariente Kolahure vende la cuarta parte de su morgincabio.
El documento, conservado en el archivo de la Catedral de San Sabino, en Bari, es una de los pocos rastros existentes que atestigüe la presencia de Casamassima como comunidad bien organizada a finales del siglo X.
Casamassima vivió durante siglos bajo muchas señorías de Apulia, constantemente con las adiciones de feudos de lugares colindantes, como Conversan y Acquaviva de las Fuentes, para luego incrementar su importancia. Testimonio de este periodo es el castillo presente en el centro histórico de Casamassima.
El pueblo antiguo es medieval, desarrollado a partir del VIII siglo en torno a una torre normanda que fue ampliada luego, transformándose en un castillo.

### Ataque de Luigi el Grande
En 1347 Luigi I el Grande, rey de Hungría, a después del homicidio del hermano Andrea (el 18 de septiembre de 1345 en Aversa) consorte de la reina de Nápoles Giovanna I, bajó a Nápoles con un fuerte ejército. Giovanna I, a pesar del respaldo de Papa Clemente VI, de Nápoles huyó a Provenza. En provincia de Bari el mayor defensor de la reina Giovanna fue Pipino, conde palatino de Altamura, pero no el ejército húngaro, que conquistó todos los territorios donde llegaba. Bari, Palo del colle, y Corato opusieron una fuerte resistencia a Luigi I mientras Rutigliano y Casamassima empezaron a organizarse también para oponerse.
Rutigliano, después de una inicial resistencia se rendió, y fue atacado así pues Casamassima. Esta, confiando en la estructura fortalecida del campanario, se preparó al ataque de los agresores. Se protegieron las mujeres, juntos a los niños, llevándolas a la iglesia mayor juntos a los utensilios y a los objetos preciosos, y los hombres se prepararon para la batalla. Luigi I hizo requisir todo el ganado que no había sido llevado entre los muros y empezó el asalto. Las tropas adiestradas tuvieron la mejor sobre los defensores, matando, robando e incendiando cada cosa. Después de una inicial resistencia también el edificio de la iglesia vino conquistado ("fue el diablo que, maestro cuál él es de todas las malignas emprendió, sugirió a ciertos Lombardos expedir destacamentos en el bosque de las afueras para recoger leña, ramas secas y rastrojo y llevarlos al pueblo amontanàndolos bajo la iglesia.").
Las llamas envolvieron el campanario por dos días y dos noches y sus piedras, bajo el efecto del calor, comenzaron a desmonorarse. Todo se desmoronó transformando la zona en una montaña de escombros y de hombres.

### DelsigloXVIalsigloXIX
En 1609 el feudo, antes de la familia Acquaviva, fue adquirió por la familia portuguesa de orígenes hebraicos Vaaz.
En 1658 en Bari tuvo lugar una epidemia de peste, probablemente propiciada por los marineros de un barco llegado al puerto, y en breve tiempo más allá de 20 mil habitantes del lugar se contagiaron y murieron. El duque Odoardo Vaaz, en Casamassima, ordenó la pintura del edificio con una orden, de los monumentos y de las iglesias añadiendo el color azul a la cal viva, probablemente sulfato de cobre. La peste estuvo alejada así del país y a continuación se edificó una iglesita, dedicada a la Madonna de Costantinopoli, en signo de agradecimiento y para honrar un voto del duque.
En el 1667 vino cedido a la familia napolitana de los De Aponte.

### El pueblo azul

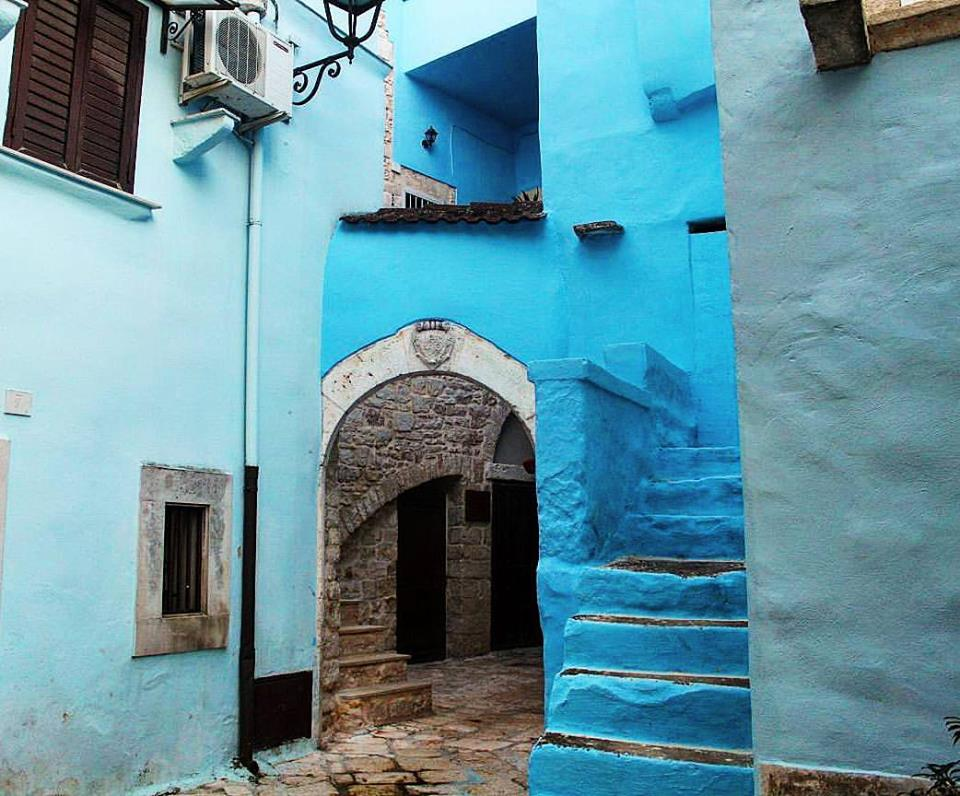
Chiasso Bongustai, el pueblo azul

A continuación a la verdad histórica que concernía la epidemia de peste se superpusieron leyendas, y una de estas cuenta como el borgo antiguo volvió todo azul sólo después de haber superado el peligro de la infección y para honrar el voto hecho por las señoras de Casamassima Michele Vaaz a la Madonna, que había preservado el borgo de la epidemia mortal que se estaba difundida en todo el territorio. Por gratitud el duque Vaaz habría ordenado pintar el edificio con cal viva añadiendo el color azul del manto de la Madonna, hoy representada bajo el arco de vía Santa Clara.

### Del XX siglo
En los años 60 el pintor milanés Vittorio Viviani viendo Casamassima quedó tocado por su característica única y empezó a pintar utilizando el borguo como ambientación para sus lienzos y definió Casamassima "El Pueblo Azul". Las estratificaciones de cal azul sobre los edificios antiguos atestiguan el pasado único del pueblo, que a diferencia de los típicos centros habitados de la Apulia blanca muestra las tonalidades cromáticas de la azul.
En los años ochenta, el municipio tuvo principalmente vocación agrícola luego siguió un periodo de nueva urbanización y empezó la recuperación del centro histórico.

## Monumentos y lugares de interés

### Arquitecturas religiosas

#### Monasterio de Santa Clara
El monasterio es el más dominante edificio del centro histórico y estuvo fundado en el 1573 por Antonio Acquaviva de Aragón con dinero de la hermana Doña Dorotea. Construido como orfanato, un siglo después (1600) se transforma en Monasterio de las Clarises. En el curso de los años ha sufrido varias modificaciones y transformaciones: después de la Unidad de Italia fue suprimido y usado, en el tiempo, como cárcel, colegio, cine-teatro y habitación. El prospecto sobre vía Scesciola presenta un almohadillado a tierra, un mirador de coronamiento con las agradecidas en hierro. En el interior del claustro se pueden observar dos lados con arcos sobre pilares tachonados y en el centro una cisterna elevada.

#### Iglesia Matriz de Santa Cruz
Edificada sobre otra del sec. XII - XIII, tiene una estructura de pared con segmentos pulidos y regulares. Adosado a la iglesia encontremos el campanario en sillares de jalón regular, de dos planos divididos de cornisas ornamentadas. El primer espacio tiene parteluz con arcos girados sobre los capiteles, incluidos en un arco superior posado sobre estantes. Al según espacio hay un balcón con parapeto de tablero de ajedrez perforado. Está constituido internamente por tres amplias naves con capillas, en las cuales, entre las tantas obras de notable interés, son una fuente bautismal del 1200 y la estatua de San Rocco, protector de la ciudad.

#### Complejo de las Monacelle
Fruto de una adaptación de un ex-palacio perteneciente a una importante familia del lugar: la familia De Bellis. El último propietario, Don Domenico Console, adquirió el palacio y lo transformó en un orfanato donde se daba educación civil y religiosa a jóvenes doncellas. En el interior del orfanato estuvo instaurado un Conservatorio musical femenino, uno de los más importantes de la provincia y muy apreciado por el Reino de Nápoles. Después de la unidad de Italia fue reservado al cuartel de policía, hotel y al colegio elemental, comprometiendo la original tela del inmueble. Se usa como establecimiento de algunas oficinas comunales y como una rica biblioteca con aulas estudio, aulas informáticas, una sala dotada y una galería de arte perteneciente a la Fundación Don Santas Montanaro, adicionalmente a la presencia del eco-museo del SAC Pecutezia.

#### Palacio Monacelle
Ex iglesia del 1800 en estilo barroco, construida por don Domenico Console y anexa al Conservatorio de las Monacelle. Hoy es un auditorio muy asistido para conferencias, presentaciones y conciertas. Tiene un bellísimo campanario con cúspide a cebolla.

#### Iglesia del Purgatorio
Edificio de estilo barroco, con un imponente campanario, edificado entre el 1722 y el 1758 en la central plaza Aldo Moro. Está elevado frente al espacio de la calle y presenta un amplio sagrado, es a una única nave con numerosas capillas en el interior. Hospeda la Hermanidad del Purgatorio y la estatua de la Madonna del Carmine, patrona de la ciudad.

#### Abadía de San Lorenzo
En toda la Apulia, durante los siglos X y XI surgieron algunas abadías de monjes, una de las cuales fue de San Lorenzo en Casamassima. De los documentos que se conservan en el archivo de la Basílica de San Nicola de Bari se dice que el pequeño convento tuvo origen antes del 984 d. C. como centro benedictino. Desgraciadamente hoy queda sólo la iglesia, ubicada a aproximadamente 2500 metros de Casamassima, sobre la vía para Turi, en una característica.
Representa un apreciable ejemplo de arquitectura sagrada rural con frescos. La construcción tiene gruesos sillares de jalón y la cobertura está constituida con un techo a doble falda con baldosas de terracota. La fachada principal presenta una pequeña puerta con dinteles moldeados sobre las cuáles sobresale un portal del columnas con un nicho y un pequeño campanario a vela.
En la parte trasera surge un pequeño ábside semicircular que crea una alternancia rítmica de volúmenes, con otra más saliente sobre la izquierda. La bóveda interior a tonel.

### Arquitecturas civiles

#### Lleva Reloj
Lleva Reloj, en Plaza Aldo Moro, es el principal acceso al pueblo. Una vez estaba constituida por la parte inferior denominada Puerta de los Molini, porqué conducía a los molinos del Duque.
En el 1841 estuvo ampliada sobre proyecto del arquitecto Ángel Michele Pez con la construcción de la torre con el reloj, sormontada por un templo de columnas dóricas. Bajo el arco un fresco del siglo XVIII de la Madonna del Socorro.
En la misma plaza se encuentran también la iglesia del Purgatorio, una de las iglesias más importantes del pueblo junto con la iglesia madre (que se encuentra en cambio en lleno centro histórico) y un monumento a la Victoria. En el centro histórico, adicionalmente a la ya citada iglesia Madre, se encuentra el "castillo" (en realidad un palacio nobiliario), el ex orfanato Addolorata (dicho también Monacelle), el ex convento de Santa Clara. Otro lugar digno de nombra de Casamassima es el cementerio militar polaco de Casamassima, visible desde la S.S.100 Bari-Taranto.

#### Palacio Amenduni
El palacio se encuentra cerca de vía Castillo y representa uno de los más grandes, magníficos e importantes palacios del borgo antiguo de Casamassima. Es un edificio del siglo XVI, parecido a un fortaleza, con una pequeña terraza que da sobre vía Castillo y una más larga sobre el folleto trasero con un amplio jardín. El portal principal está coronado por un balcón (más específicamente un mugnano) del siglo VIII, sobre la llave del arco os + el blasón de la familia de nobles Amenduni

#### Palacio Ducale Vaaz
Es una de las atractivas más importantes del pueblo, también testigo de los "rastros de azul" sobre las fachadas, que conserva al día de hoy la instalación originaria. Edificado en el 1100, ha sido una antigua casa principal, residencia de los feudatarios Vaaz, familia hebrea de origen portugués. Durante los años 1800, residieron los Acquaviva de Aragón, los De Puente y los Caracciolo. El acceso está caracterizado por un precioso y refinado portal del siglo VI, con el tradicional almohadillado a punta de diamante del XVI siglo de inspiración española.

#### Palacio Monacelle

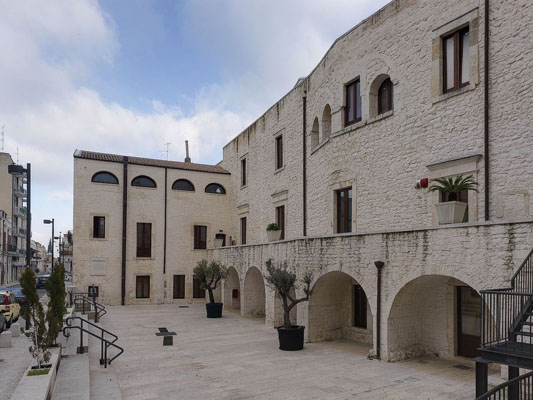
Palazzo Monacelle

Situado en el actúalas vía Roma, ex Palacio De Bellis. Se adaptó a Convento Monacelle cuando el último propietario lo donó al Orfanato del Addolorata. El nombre "Monacelle" deriva de la vestimenta de las jóvenes mujeres desfavorecidas que aquí fueron acogidas y hospedadas para quitarlas de las calles.

#### Arco de las Sombras
Según una leyenda antigua el arco era lugar de fantasmas, que transitaban ininterrumpidamente en suyo interior. Tal despensa deriva del hecho que, cuando todavía no existía la pública iluminación y se transitaba con autorcha y las velas, observando el arco de lejos, las sombras de las figuras de quienes transitaban daba la impresión de la presencia de fantasmas. El arco de las sombras es hoy uno de los únicos monumentos todavía cubiertos de azul.

#### Arco Madonna de Costantinopoli
Bajo el arco en vía Santa Clara aparece el fresco del siglo XVII de la Madonna de Costantinopoli, en cuyo mantello se había inspirado el Duque Vaaz para pintar el borgo de azul, cual voto por haber salvaguardado el pueblo de la peste junto al antiguo barrio Scesciola.

#### Rione Scesciola
Particular barrio, del glamuroso nombre árabe "Shawash’ala" (laberinto) y donde el azul comienza a filtrar de los muros con sus estratificaciones. Es un barrio de pequeñas casas campesinas caracterizadas por un solar (sottano), un local elevado (soprano) y accesible por una escalera exterior en jalón, dicha "vignale". A los lados de la única ventana encontremos los estantes voladizos para sostener una plancha de madera para secar higos y otros productos.

#### Vía Paliodoro y Chiasso Bongustai
Vía Paliodoro y Chiasso Bongustai son las vistas más fotografiadas del "Pueblo Azul". Vía Paliodoro es la calle más azul del pueblo. Cuenta con numerosas casas campesinas en gran parte restructuradas y adornadas con flores y objetos de la tradición. Numerosas placas indican un reconocimiento a la mejor recuperación por parte de la Pro Loco. Bajando para la característica vía Sacramento, nos encontramos en Chiasso Bongustai: un "chiasso" entre los más sugestivos, en el cual se encontraba el antiguo horno del Duque. Hoy está todo pintado de celeste y tal coloración hace el lugar particularmente atractivo.

#### Casa del poeta Nazariantz
Hrand Nazariantz fue un poeta armeno que vivió en Casamassima.

### Arquitecturas militares
En los alrededores de la carretera estatal 100 se eleva el cementerio militar polaco, lugar de sepelio de 429 soldados polacos caídos en la Segunda Guerra Mundial o fallecidos en el interior del más grande complejo sanitario polaco de todo el sur, que el 2.º Cuerpo Militar estableció en el centro de Casamassima.

### Áreas naturales

#### Bosque de Marcedd
El bosque de Marcedd (o bosque de Marcello) es el área verde más grande del pueblo; es rico de elementos paisajísticos y de recorridos naturalistas y cicloturísticos únicos. Se encuentra a aproximadamente tres kilómetros al sudeste del centro habitado, en las proximidades de la granja Uaciduzzo-Paja Ardida y en la alveo de Lama San Giorgio.
El área antiguamente era el lecho de un río que partía del monte Sannace en Gioia del Colle y está caracterizada por la presencia de vegetación baja y rada, con grupos de esencias para lo más arbustivas: el lentisco, la fillirea y la calicotome spinosa, los cuales se asocian el roble coccifera, el olivastro, el osiride, el espárrago, el té siciliano, el cisto de Montpellier y el perastro. Raramente es posible encontrar de los ejemplares de fragno y roverella.
Mucho más ricos de especial son los recorridos sub esteparios del bosque y caracterizados por la presencia de gramíneas, anuales y permanentes, de diversas especies. Entre las gramíneas se encuentra la stipa austroitalica, especialmente considerada prioritaria de la Directiva Hábitat de la Unión Europea. El bosque de Marcedd deriva en un proyecto para la realización de una reserva natural regional.

## Sociedad

### Evolución demográfica
| Gráfica de evolución demográfica de Casamassima entre 1861 y 2024 |
|                                                                   |
| Fuente: ISTAT - Elaboración gráfica de Wikipedia                  |

### Etnias y minorías extranjeras
Los extranjeros residentes en Casamassima a 31 de diciembre de 2019 eran 729, lo que equivale al 2,03% de la población total. Las comunidades más grandes son:
- China 357
- Rumania 71
- Georgia 59
- Pakistán 25

### Tradiciones y folclore

#### Pentolaccia casamassimese
En el 1977 durante una fiesta carnaurler una pentolaccia fue la protagonista de la manifestación y de la subsiguiente edición un grupo de artistas hizo nacer la primera asociación casamassimese de carristi y de artistas del papel manché: la asociación U Car. La Pentolaccia comenzó y es conocida a nivel regional gracias a los carros alegóricos, a las exhibiciones de colegios de danza, grupos disfrazados y huéspedes especiales en el primer fin de semana de Cuaresma. La manifestación fue insignita del 2012 con la Medalla del Alto Patronato del Presidente de la República Italiana y en 2016 forma parte de los Carnavales Históricos del Ministerio para los bienes y las actividades culturales.

#### Corteo Histórico Corrado IV de Svevia
El acontecimiento se ejerce normalmente en el segundo domingo de octubre evoca un episodio histórico realmente dado lugar en el abril del 1252, documentado por un pergamino original conservado en el Archivo Histórico de la Biblioteca de Bari. Corrado IV de Svevia, hijo y heredero legítimo del Emperador Federico II de Svevia, atravesó la tierra de Casamassima y restituyó el feudo a Roberto de Casamaxima, a cuyo padre Giovanni había sido suprimido por Federico II. A la evocación histórica toman parte cuatrocientas personajes con vestidos medievales que están acompañados por artistas de calle, abanderados, artistas, bailarinas, tragafuegos, caballeros, malabaristas y teatreros. El acontecimiento se ejerce bajo los augurios de la Presidencia de la República, de los Consolados Honorarios de Bari de la República Federal de Alemania y del Reino del Bélgica, marcandose por dos medallas del Presidente de la República Italiana.

## Cultura

### Bibliotecas
Biblioteca comunal, situada en el interior del Palacio Monacelle, ofrece aproximadamente 10.000 volúmenes, entre los cuales más de 300 libros antiguos y de alto valor. A la biblioteca comunal se une la sección separada del Archivo Histórico Comunal, instaurada en el 1983, en la que se conservan documentos del 1808 en adelante y está bajo la protección de la Soprintendenza archivistica y bibliografica de la Región de Apulia.
Biblioteca interfacultades de la universidad LUM - Libre Universidad Mediterránea, situada en el interior de la homónima universidad, dispone de aproximadamente 11.000 monografías, 160 periódicos en formato impreso y 30 en formato electrónico, 15 bancos datas y revistas online, fondo librario de 1000 textos.

### Colegios
Dos círculos didácticos, dos colegios secundarios de primer grado y una institución superior dedidada al poeta armeno Hrand Nazariantz.

### Universidad
En el Baricentro está ubicada la sede central de la universidad LUM - Libre Universidad Mediterránea

### Teatro
Casamassima presumía de un espacio cultural digno de ser conocido, el ex Cine Teatro Augusto, abatido para construir nuevas habitaciones. Las obras y las revisiones teatrales están organizadas por la local asociación teatral "ACCA (Asociación Cultural Casamassimese Apulia)" y llevadas a la escena, junto al Laboratorio Urbano "Talleres OVNIS", situado en vía Amendola en el interior de la ex-pretura.

### Cine
En Casamassima han sido rodada películas, series y cortometrajes:
- El signo de zorro (1963)
- Uerra (2009), cortometraje premiado como "mejor cortometraje internacional"
- Pietro Mennea - La flecha del Sud (2015), fiction Rai 1
- En la película La banda de los honestos, Totò (que interpreta el portero del palacio, Antonio Buonocore) cita en un cameo la ciudad de Casamassima, cuando en pone las bolsas de correo en los buzones de los vecinos dice entre sí y sí :"Altobelli... Casamassima". El ester egg se explica así: Renato Altobelli, el proyector de un cine de Bari y a continuación fotógrafo del pueblo de Casamassima, era un gran amigo de Totò, el cual había decidido citarlo de esta original manera
- Liberas de elegir (2018), serie Rai 1
- Ricos de Fantasía (2018), película
- Latrin Lover (2019), serie web con Ninni De Lauro y Piero Bagnardi

Acontecimientos

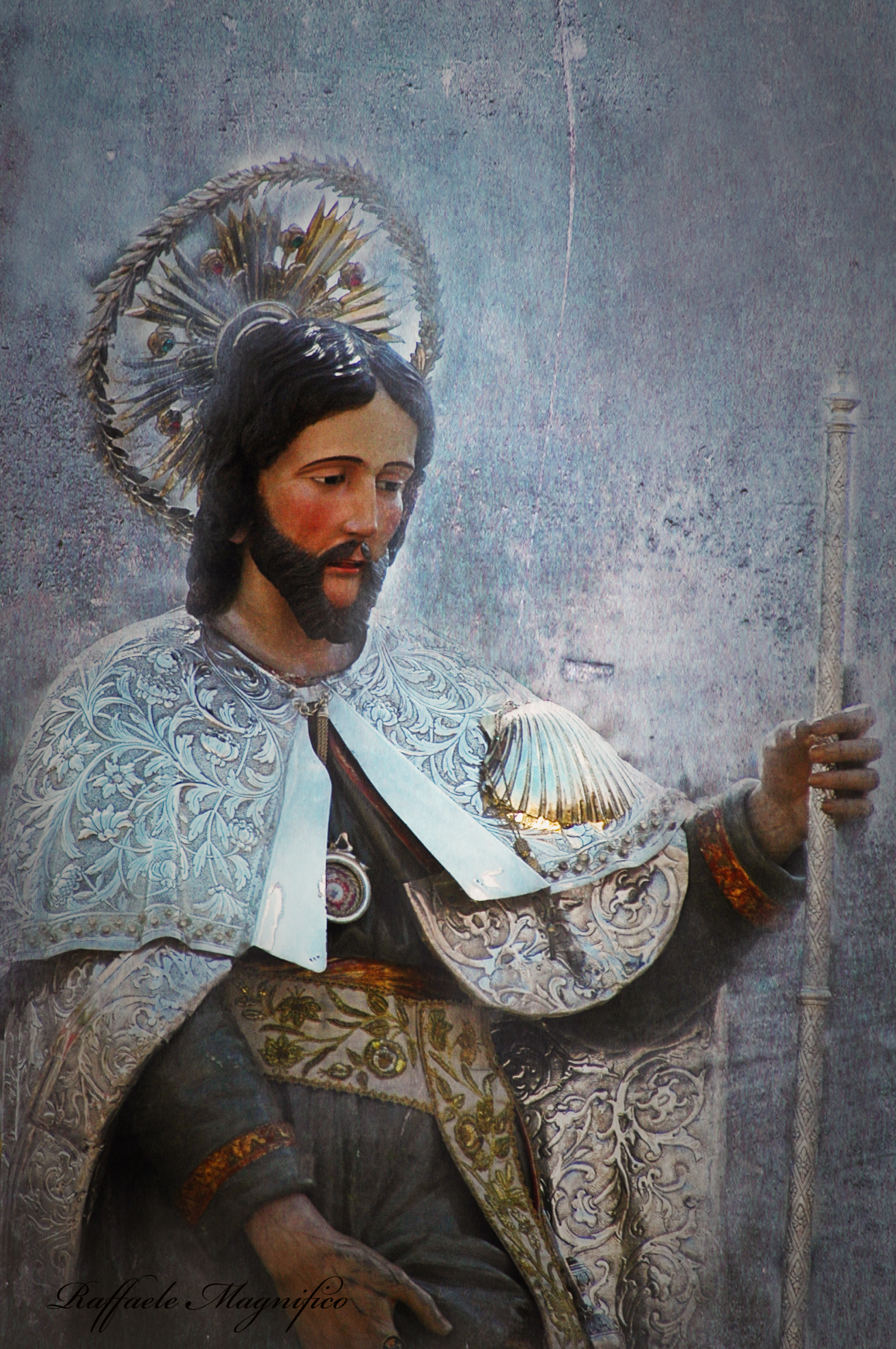
San Rocco y su escudo de plata

Casamassima tiene dos patronazgos: Nuestra Señora del Monte Carmelo, cuya fiesta se celebra el último domingo de julio, y san Roque, cuya festividad se celebra el segundo domingo de septiembre. La estatua del santo se lleva en procesión con un rico mantón de plata donada por los habitanted de Casamasima emigrados y cubierto de joyas de oro, donados de año en año por los devotos por gracia requerida o recibida. Coincidiendo la fiesta con los días iniciales del año escolar, hay un dicho que recita: "A santo Rocco deja la bola y coges el moño", referido a como se deba dejar los juegos (simbolizados por la bola), para ponerse el moño (típico de los delantales escolares del XX siglo).
Otra tradición local es aquella de las pupe de la quarantana (siete muñecas: Anna, Pagano, Rebecca, Susanna, Lázaro, Palmera y Pascua). Estas están expuestas al inicio de la Cuaresma, cada domingo de Cuaresma, se quita una hasta Pascua.

## Infraestructura y transporte
Se puede llegar fácilmente al centro de la ciudad a través de las principales rutas Bari-Taranto, a saber:
- SS 100 de Gioia del Colle
- SS 172 de los Trulli

### Ferrocarriles
El pueblo está comunicado al resto de la Apulia por medio de la línea ferroviaria de los Ferrocarriles del Sudeste.
La Estación de Casamassima está situada sobre la "Bari-Putignano (vía Casamassima)" de los Ferrocarriles del Sudeste y une el pueblo con la capital de Región y otros vecinos con trenes cada hora.

### Autobús
Está también con un servicio autobuses de los mismos Ferrocarriles del Sudeste, de los autobuses Miccolis, autobuses Mastrorocco y Sábado Viajes.
Además está comunicada también con ciudades europeas por medio de las autobuses Marino y con las demás regiones con las autobuses Marozzi y GBS.

## Administración
A continuación se presenta un cuadro relativo a las administraciones que se han sucedido en este municipio.

### Hermanamientos
- Jelcz-Laskowice (Polonia) (2012)
- Chauen (Marruecos) (2019)

## Deportes
El principal equipo futbolístico del pueblo (A. S. D. Casamassima) ha militado siempre en campeonatos de nivel aficionado.